# Mark Reizen
Mark Osipovich Reizen (en ruso: Марк Осипович Рейзен; Zaitseve, 3 de julio de 1895-Moscú, 25 de noviembre de 1992) fue un famoso bajo lírico de ascendencia judía, hijo de mineros, su familia era altamente musical.
Sirvió en la Primera Guerra Mundial, luego estudió en Járkov con Federico Bugamelli entre 1919-1920 debutando como Pimen en Borís Godunov en 1923.
Cantó en el Teatro Mariinsky y en París, Berlín, Monte Carlo y Londres entre 1929-1930. 
En 1930 se unió al Teatro Bolshói y fue el bajo predominante en ese teatro hasta 1954.
Sus grandes papeles fueron Ivan Susanin, Ruslan, Don Basilio, Mephistopheles, Gremin, Salieri (Mozart y Salieri), Wotan, Konchak, y Filippo II además de sus clásicos Borís Godunov y Dosifei.
Recibió el Premio Stalin en 1941, 1949 y 1951.
En 1967 comenzó a enseñar en la Escuela Estatal de Música Gnessin de Moscú y en 1985 cantó el aria del Príncipe Gremin de Onegin en el Bolshoi a los 90 años.
Murió a los 97 años. Se lo considera el más grande bajo ruso desde Fiódor Chaliapin.